# 충남교향악단
충남교향악단(忠南交響樂團, Chungnam Philharmonic Orchestra)은 충청남도의 대표적인 관현악단이다. 1990년에 대한민국 최초의 도 단위 지방자치단체 소속 관현악단으로 창단되었으며, 초대 상임 지휘자는 박종혁이었다.
이후 이병현과 장준근, 김종덕, 윤승업 등이 상임지휘자로 활동했으며, 2022년에 정나라가 이어받아 현재까지 활동하고 있다. 악장은 공석이다. 상주 공연장인 공주문예회관 대강당을 중심으로 당진, 보령, 연기 등의 문예회관에서 공연하고 있다.